# Sagibaron
Sagibaron est le nom donné à certains officiers publics mérovingiens.
Il est question, dans la loi salique (tit. LVII), de personnages appelés sagibarons. Leur wehrgeld était considérable. Le meurtre d’un sagibaron ou d’un graf (comte), qui faisait partie de la trust ou cortège du roi, était compensé par une somme de douze mille deniers ou trois cents sous. Si un sagibaron libre était tué, le meurtrier était condamné à payer vingt-quatre mille deniers ou six cents sous. 
Il ne devait y avoir que trois sagibarons dans chaque mal ou assemblée des Francs. S’ils avaient prononcé sur une affaire qui leur était soumise, le graf ou comte ne pouvait changer leur sentence. Tels sont les textes de la loi salique relatifs aux sagibarons.
On a beaucoup discuté pour savoir quels étaient ces magistrats. A s’en tenir à l'étymologie, les sagibarons étaient des hommes de loi. Leur nom, qui est écrit sagibarons, sachibarons, sacbarons, vient de sache, qui veut dire cause, et de bar ou baron, qui signifie homme par excellence. Il semble donc que les sagibarons étaient des hommes de loi chargés de l’explication des questions difficiles, et il est probable que l’on n’en admettait que trois dans les assemblées solennelles, afin d’éviter la multiplicité des interprétations législatives et la confusion qui aurait pu en résulter.

## Source
« Sagibaron », dans Pierre Larousse, Grand dictionnaire universel du XIXe siècle, Paris, Administration du grand dictionnaire universel, 15 vol., 1863-1890 [détail des éditions].